# Каль, Гильом
Гильом (Гийом) Каль (фр. Guillaume Caillet; неизв. — июнь 1358, Клермон) — французский крестьянин из деревни Мелло, один из руководителей Жакерии.

## Биография
Гильом Каль — Руководитель Жакерии — крестьянского антифеодального восстания в Западной Европе в Средние века, вспыхнувшего во Франции в 1358 году. Стремился внести организованность в ряды восставших крестьян и объединить их действия; пытался привлечь к восстанию и горожан. 
Благодаря ему крестьяне могли давать отпор наёмникам, которые совершали набеги на их деревни. Известно что Гильом брал в плен рыцарей, заставляя их давать мятежникам присягу на верность. Рыцари должны были обучать крестьян необходимой в бою дисциплине. 
Гильом Каль погиб после того, как Карл Наваррский, неделю не решавшийся атаковать восставших, пошел на подлость. Он пригласил Каля на переговоры, а тот, поверив его «рыцарскому слову», не обеспечил свою безопасность заложниками. После того как он вошёл в лагерь армии аристократов, он был пленён. «Жак-простак!» — воскликнул Карл Наваррский, увидев предводителя мятежников, и Гильом Каль был схвачен. 
Так мятежники потеряли своего руководителя и потерпели полное поражение. Сам Гильом Каль был казнён в Клермоне. После жестоких пыток он был обезглавлен. Также в некоторых источниках говорится о том, что он умер после того, как его «короновали» венцом из раскалённого металла.